# 5760 Міттлефехлдт
5760 Міттлефехлдт (5760 Mittlefehldt) — астероїд головного поясу, відкритий 1 березня 1981 року.
Тіссеранів параметр щодо Юпітера — 3,235.